# Jakov Gojun
Jakov Gojun (Spalato, 18 aprile 1986) è un pallamanista croato.

## Carriera
Agli europei del 2016 arriva terzo con la nazionale croata.